# Desmacellidae
Ordre
Famille
Les Desmacellidae sont une famille de spongiaires, la seule de l'ordre des Desmacellida.

## Taxonomie
La famille Desmacellidae est décrite en 1888 par Stuart Oliver Ridley (d) & Arthur Dendy.
Publication originale
- (en) Stuart Oliver Ridley et Arthur Dendy, « Preliminary Report on the Monaxonida collected by H.M.S. ‘Challenger’. », Annals and Magazine of Natural History, vol. 5, no 18,‎ 1886, p. 325–351 (lire en ligne)

## Liste des genres
Les genres suivants sont acceptés au sein de la famille Desmacellidae
- Desmacella Schmidt, 1870
- Dragmatella Hallmann, 1917
- Microtylostylifer Dendy, 1924
- Tylosigma Topsent, 1894